# L'Abbé Constantin (film, 1933)
Pour les articles homonymes, voir L'Abbé Constantin.
Pour plus de détails, voir Fiche technique et Distribution.
L'Abbé Constantin est un film français réalisé par Jean-Paul Paulin et sorti en 1933.

## Synopsis
Paul annonce triomphalement à sa mère, la comtesse de Lavardens, l’adjudication à la bougie du château de Longueval, à elle-même, et de la ferme, à son ami Larnac. Mais Paul est parti avant la fin de l’audience et l’ensemble fait l’objet d’une adjudication en bloc au banquier Scott, annulant les précédentes. La consternation fait place à toutes les convoitises lorsqu’on apprend que le château sera habité par Mme Scott et sa sœur, toutes deux jolies, riches et catholiques. La comtesse intrigue dès lors pour marier son dandy incapable de fils à la belle Bettina. Hélas, Paul est amoureux de Mme Scott tandis que Bettina et Jean, le filleul de l’abbé Constantin, qu’il a élevé après la mort de ses parents, sont manifestement épris l’un de l’autre. La comtesse met toute sa perfidie, son entregent et les ressources de la morale au service de son projet. Le chantage qu’elle fait à Paul conduit celui-ci, résigné, à demander sa main à Bettina, tandis que Jean désespéré se prépare à quitter Longueval. Mais Bettina accueille la demande de Paul par un éclat de rire et celui-ci, mimant la scène à Mme  Scott, l’embrasse fougueusement. Le film s’achève sur le mariage de Jean, tandis que Bettina et Mme Scott obtient de son mari un emploi à la banque pour son « flirt »…
Le film vaut surtout par l’interprétation de Françoise Rosay et de Claude Dauphin, tirant le meilleur parti du scénario et des dialogues de Charles Spaak.

## Fiche technique
- Réalisation : Jean-Paul Paulin, assisté de Jacques Maury
- Scénario :  Charles Spaak, d'après la pièce de théâtre éponyme de Hector Crémieux, et Pierre Decourcelle[1], elle-même tirée du roman éponyme de Ludovic Halévy (ce dernier étant crédité comme coauteur de la pièce).
- Photographie : Léonce-Henri Burel
- Musique : Michel Lévine
- Montage : Marguerite Beaugé
- Pays :  France
- Sociétés de production : P.A.D. Films (Paulin Artus Dosch Films) et Aster-Film
- Format : Noir et blanc - Son mono - 1,37:1
- Genre : Comédie
- Durée : 90 minutes
- Date de sortie :
  - France : 20 octobre 1933

## Distribution
- Léon Belières : L'abbé Constantin
- Françoise Rosay : La comtesse de Laverdens
- Claude Dauphin : Paul de Laverdens
- Betty Stockfeld : Mrs. Scott
- Jean Martinelli : Jean Reynaud
- Josseline Gaël : Bettina Perceval
- Pauline Carton : Pauline
- Robert Moor : Comte de Larnac
- Anthony Gildès : Le créancier